# IE Tab
IE Tab — расширение Firefox, созданное для просмотра сайтов, которые могут быть корректно отображены только в Internet Explorer, например, использующих элементы ActiveX или «расширения» стандарта HTML от Microsoft, в окне браузеров Google Chrome, Mozilla Firefox, Flock, Mozilla Suite и SeaMonkey. Для отображения страниц использует движок Internet Explorer вместо Gecko. На июнь 2009 года занимает 9 место в рейтинге расширений Addons.Mozilla.Org (недоступная ссылка).

## Возможности расширения
- Отображает страницы с использованием движка Internet Explorer в новой и текущей вкладке
- Позволяет задавать отображение страницы с помощью контекстного меню либо иконки в статус-баре Firefox
- Передавать текущую страницу в Internet Explorer (или другое внешнее приложение)
- Задавать в настройках способ отображения страницы для конкретных сайтов

## Проблемы текущей версии
1. Игнорируются настройки включения/отключения ActiveX в Internet Explorer
2. Все всплывающие окна открываются в новых вкладках
3. История посещения сайтов Internet Explorer не работает
4. Не отображаются иконки SSL и иконки сайтов в строке адреса браузера
5. Работает только в Windows
6. Не работает в Firefox 4.0 beta